# Nemesia daedali
Nemesia daedali is een spinnensoort in de taxonomische indeling van de bruine klapdeurspinnen (Nemesiidae).
Nemesia daedali werd in 1995 beschreven door Decae.